# La Maison Tellier (film)
Pour plus de détails, voir Fiche technique et Distribution.
La Maison Tellier est un film franco-espagnol  réalisé par Peter Knight, pseudonyme de Pierre Chevalier, et sorti en 1982.

## Fiche technique
- Titre : La Maison Tellier
- Réalisateur : Peter Knight (pseudonyme de Pierre Chevalier)
- Scénario : A.L.Mariaux (Daniel Lesœur), Jean Caumont (Olivier Mathot) et André Salvador, d'après la nouvelle de Guy de Maupassant
- Photographie : Luis Colombo
- Musique : Daniel White
- Montage : Claude Gros
- Sociétés de production : Eurociné - Laro Films
- Pays :  France -  Espagne
- Durée :  103 minutes
- Date de sortie : France - 13 janvier 1982

## Distribution
- Arlette Didier
- Olivier Mathot
- Françoise Blanchard
- Michel Tugot-Doris
- Muriel Montossé